# 張萌 (前燕)
張 萌（ちょう ぼう、生没年不詳）は、五胡十六国時代の前燕の人物。

## 生涯
鮮卑慕容部の大人慕容皝に仕え、都尉に任じられていた。
334年2月、鮮卑段部の大人段遼は徒河に侵攻したが、張萌に撃退された。
336年6月、段遼は中軍将軍李詠を遣わして、武興に夜襲を仕掛けた。しかし、雨に遭って夜襲を断念して引き返した。張萌は追撃して李詠を破り、これを捕らえた。
これ以後の事績は、史書に記されていない。